# Амстердам (роман)
«Амстердам» — роман Иэна Макьюэна о дружбе и ценностях в жизни, вышедший в Великобритании в 1998 году. Произведение было удостоено Букеровской премии, после двух неудачных номинаций романов Макьюэна «Утешение странников» (1981) и «Чёрные собаки» (1992).

## Сюжет
Роман повествует о двух приятелях среднего возраста — успешном композиторе Клайве Линли и главном редакторе одной лондонской газеты Верноне Холидее. После смерти Молли Лейн, дамы сердца обоих мужчин в прошлом, друзья заключают договор, согласно которому они обязуются оказать друг другу эвтаназию, если их постигнет такая же тяжёлая болезнь, что была у Молли.
Вдовец Молли, Джордж, продаёт Вернону фотографии, компрометирующие министра иностранных дел Великобритании — их общего врага и любовника Молли Джулиана Гармони, снятые Молли и изображающие Гармони в виде трансвестита. Клайв, работающий над важнейшим заказом своей карьеры — так называемой «Симфонией тысячелетия» — не одобряет стремление Вернона опубликовать этот материал для спасения падающего рейтинга своей газеты, что приводит к ссоре между друзьями. В поисках музы Клайв отправляется в Озёрный край, где случайно наблюдает начало возможного изнасилования, но, будучи погружённым в работу, не оказывает женщине помощи. Вернувшись в Лондон, Клайв делится своими впечатлениями с Верноном. Тот обвиняет Клайва в трусости, и они снова ссорятся.
В это время, за день до разрекламированной публикации «горячих» фотографий, жена Гармони созывает пресс-конференцию, на которой опережает газету Вернона с раскрытием компромата, пытаясь защитить мужа, и обвиняет Вернона в погоне за сенсацией. Эмоциональная речь женщины перетягивает симпатии публики на сторону Гармони, и Вернон лишается работы в редакции. Со злости Вернон сообщает анонимно в полицию, что Клайв наблюдал изнасилование и бездействовал, и Клайв вынужден давать показания как свидетель.
Клайв, будучи отвлечён от работы напряжёнными отношениями с Верноном, допускает несколько ошибок в своём произведении. Прибыв в Амстердам на репетицию симфонического оркестра в Концертгебау, он осознаёт несовершенство симфонии и списывает вину на Вернона. Тот же, приехав за Клайвом в Амстердам, встречает бывшего друга на банкете в отеле. Опираясь частично на горечь собственной неудачи, частично на договор, заключённый после похорон Молли, Клайв и Вернон заказывают тайно эвтаназию друг для друга и умирают в отеле от уколов исполнителей.
Гармони и Джордж сопровождают гробы на пути в Лондон, где Джордж отправляется к вдове Вернона, чтобы сообщить о смерти её мужа. В аэропорту они узнают о том, что это не двойное самоубийство, а обоюдное убийство.

## Критика
Некоторые издания, среди которых The New York Times, The Times, The Sunday Telegraph, Sunday Times и FAZ, положительно отозвались как на сам роман, так и на его награждение Букеровской премией. Deutsche Welle описывает роман как «беспощадную историю о механизмах власти и прессы, а также потере всех человеческих ценностей».
С другой стороны, многие критики не разделили мнения букеровского комитета и резко оценили роман. Publishers Weekly счёл концовку неудачной и назвал роман далеко не самым лучшим в творчестве Макьюэна. Library Journal также охарактеризовал развязку «Амстердама» как неубедительную.

## Перевод
Роман был переведён на русский язык Виктором Голышевым и опубликован в издательствах «Независимая газета» (1999), «Росмэн» (2003) и «Эксмо» (2008).